# PDB Server
Il Chess Problems Database Server, meglio noto come PDB Server, è un database online di problemi di scacchi, collegato alla rivista problemistica « Die Schwalbe ».
A dicembre 2013 il database contiene oltre 340.000 problemi, di cui circa 136.000 diretti (∼ 55.000 due mosse, ∼ 48.000 tre mosse, ∼ 33.000 più mosse), ca. 105.000 di aiutomatto e ca. 40.000 "Fairy" (eterodossi).
Il database comprende la vasta collezione di John Niemann , è continuamente aggiornato e si avvale dei contributi di numerosi appassionati di problemistica.
Ogni problema è presentato con un diagramma e, spesso ma non sempre, la soluzione e commenti degli utilizzatori registrati. È possibile effettuare la ricerca in base a vari criteri: autore, genere (tipo di problema), anno di pubblicazione, ecc.
La ricerca deve essere fatta usando una particolare sintassi. Ad esempio, per trovare i problemi di Sam Loyd, occorre scrivere nell'apposita casella:

A = 'Loyd' and FIRSTNAME = 'Sam'